# André Lefort
André Lefort ist der Titelheld des gleichnamigen frankobelgischen Comic.
Unter der Leitung von Georges Troisfontaines begann Dupuis Mitte der 1950er Jahre mit der Herausgabe von Risque-Tout, einem neuen wöchentlichen großformatigen Comicmagazin. Autoren und Zeichner aus Spirou konnten ihre Protagonisten mit Kurzgeschichten auftreten lassen. Jean-Michel Charlier schrieb für den Zeichner Eddy Paape eine komplett neue Geschichte mit einem Detektiven in der Hauptrolle. Die Premiere erlebte der Titelheld in der Kurzgeschichte Le Dollar déchiré (1956). Die nächste Folge L’Énigme du diadème d’or (1956) erschien in Fortsetzungen und war noch nicht beendet, als die Zeitschrift wieder eingestellt wurde. Erst als das Fachmagazin Les Cahiers de la bande dessinée vierzehn Jahre später eine komplette Ausgabe dem Zeichner widmete, erfuhren die Leser mit den letzten zwei unveröffentlicht gebliebenen Seiten das Ende des Abenteuers.
Bédéscope gab die albenlange Geschichte 1978 heraus.